# Albert Kuyle
Albert Kuyle (Utrecht, 17 februari 1904 – aldaar, 4 maart 1958) was een Nederlandse schrijver, dichter, fascist en antisemitisch publicist.

## Biografie
Albert Kuyle was een pseudoniem voor Louis Maria Albertus Kuitenbrouwer. Met zijn werk droeg Kuyle volgens Hendrik Marsman en andere jonge tijdgenoten bij aan de vernieuwing van het proza in het Interbellum. De techniek van met name zijn vroege proza is bijna filmisch van aard, waardoor Kuyle kan worden gezien als vertegenwoordiger van de nieuwe zakelijkheid.
In 1924 was Kuyle een van de oprichters van het tijdschrift De Gemeenschap (1925-1941), waarvan hij redactielid was tot 1933.
Aan het begin van de jaren dertig van de twintigste eeuw ontstond binnen de redactie van De Gemeenschap, dat indertijd het brandpunt vormde van de rooms-katholieke jongeren, onenigheid over de te volgen koers. De redactie werd hierbij verdeeld in twee kampen. Het kamp van onder meer Anton van Duinkerken en Jan Engelman stond daarbij tegenover dat van (onder anderen) Albert Kuyle en zijn broer Hendrik Kuitenbrouwer, dat steeds onverzoenlijker voor een sociaal en religieus engagement koos. Het kamp-Engelman pleitte daarentegen voor een grotere artistieke vrijheid, zonder religieuze belemmeringen.
Kuyle en de zijnen scheidden zich in 1933 af van De Gemeenschap, en richtten onder de naam De Nieuwe Gemeenschap (1934-1936) een concurrerend tijdschrift op. De redactie sympathiseerde allengs steeds meer met het opkomende fascisme en met name Kuyle liet zich hierbij in toenemende mate uit in heftige antisemitische bewoordingen.
In de loop van 1936 sloot Albert Kuyle zich aan bij het fascistische Zwart Front en werd hij adviseur en campagneleider van de leider daarvan, Arnold Meijer. Tijdens de Duitse bezetting was hij enige tijd propagandist van deze organisatie, die nu omgedoopt was tot "Nationaal Front". Na de bezetting kreeg Kuyle wegens zijn pro-Duitse en antisemitische publicaties enige tijd een publicatieverbod. In 1949 werd hij veroordeeld tot vier jaar gevangenisstraf wegens opzettelijke hulpverlening aan de vijand, welk vonnis in 1950 in cassatie werd omgezet tot één jaar voorwaardelijk met een proeftijd van drie jaar.

## Bibliografie

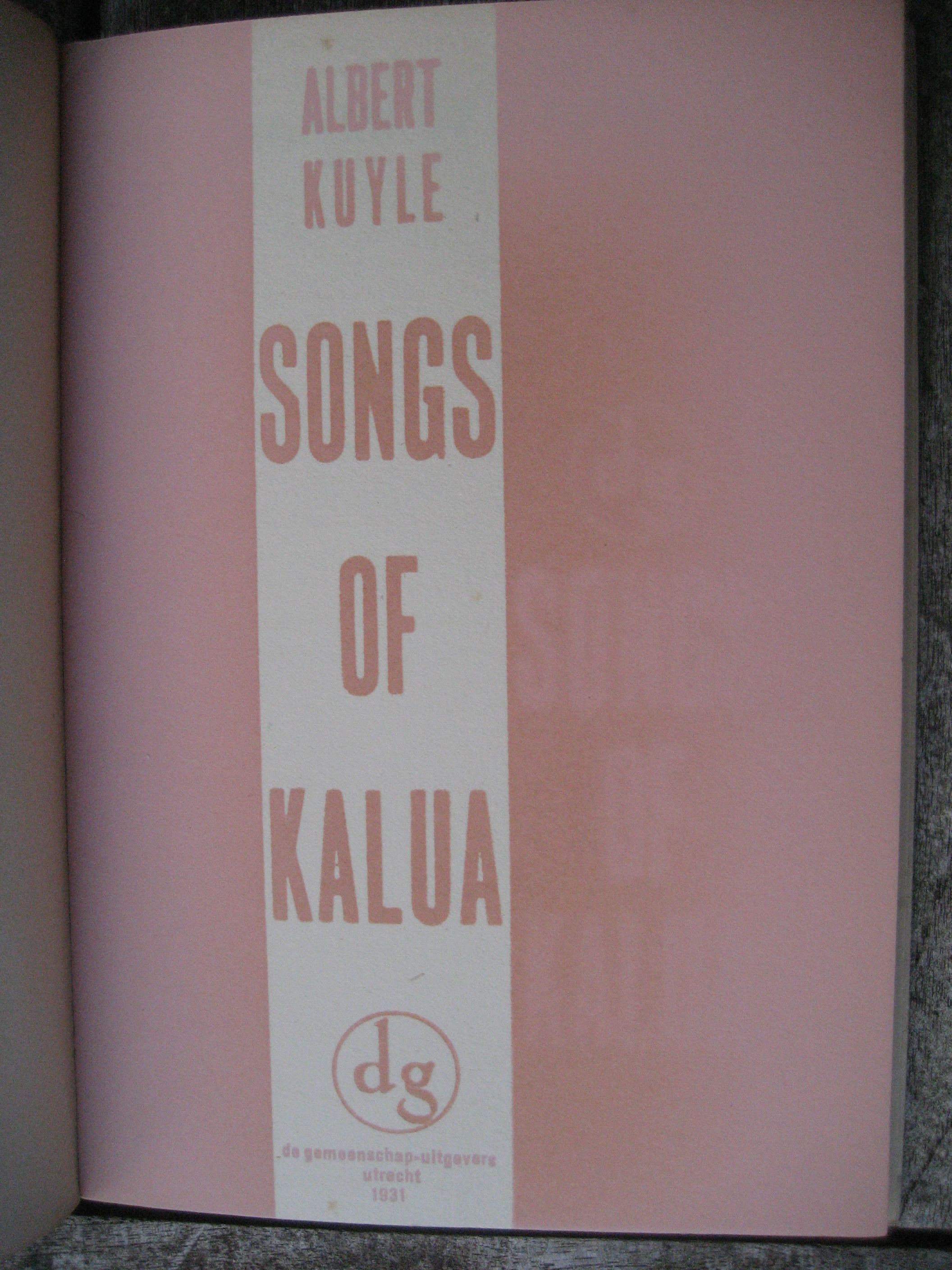
Songs of Kalua (1927 (Stols), 1931 (De Gemeenschap))